# 福雷斯特 (伊利諾伊州)
福雷斯特（英語：Forrest）是位於美國伊利諾伊州利文斯頓縣的一個村落。

## 地理
福雷斯特的座標為40°45′00″N 88°24′36″W / 40.75000°N 88.41000°W，而該地最高點為海拔高度208米（即682英尺）。

## 人口
根據2010年美國人口普查的數據，福雷斯特的面積為1.74平方千米，當中陸地面積為1.74平方千米，而水域面積為0.00平方千米。當地共有人口1220人，而人口密度為每平方千米701人。